# Volevo nascere a Napoli
Volevo nascere a Napoli è un singolo duetto di Annalisa Minetti ed Anthony pubblicato il 12 aprile 2024. Regia Ciro Grieco e Checco Danza

## Descrizione
Il brano è stato scritto da M. Colavecchio- R. Riera- A. Baris- D. Quaranta.

## Video musicale
Il 12 aprile 2024 viene pubblicato il video musicale di Volevo nascere a Napoli, di cui il 9 aprile era stata diffusa l'anteprima.
Il video, dalla durata di 2 minuti e 29 secondi, è stato diretto da Ciro Grieco e Checco Danza ed è stato prodotto da Marco Colavecchio. Oltre ad Annalisa Minetti ed Anthony, gli attori del video musicale sono: Andrea Colavecchio, Anna Yukura, Salvatore Marino e Luigi Sigillo.

## Tracce
1. Volevo nascere a Napoli – 2:29 (M. Colavecchio- R. Riera- A. Baris- D. Quaranta)